# Маньяно, Соланж
Сола́нж Манья́но (исп. Solange Magnano; 12 февраля 1971, Кордова, Аргентина — 29 ноября 2009, Буэнос-Айрес, Аргентина) — аргентинская фотомодель и бизнесвумен.

## Биография
Соланж Маньяно родилась 12 февраля 1971 года в Кордове (Аргентина).
В 1994 году она победила на конкурсе Мисс Аргентина, после чего открыла собственное модельное агентство.
38-летняя Соланж Маньяно умерла 29 ноября 2009 года в Буэнос-Айресе (Аргентина). Причиной смерти стала тромбоэмболия лёгочной артерии, наступившая вследствие пластической операции на ягодицах. На момент смерти женщина была замужем и у неё осталось двое детей, близнецы (г.р. 2001).